# Nuno da Silva Gonçalves
Nuno da Silva Gonçalves, né le 16 juillet 1958 à Lisbonne, est un prêtre jésuite portugais et historien de l'Église. Il est de 2016 à 2022 recteur de l'université pontificale grégorienne. Il deviendra à compter du 1er octobre 2023 directeur de la revue jésuite La Civiltà Cattolica.

## Biographie
Nuno da Silva Gonçalves entre jeune, le 12 octobre 1975, dans la Compagnie de Jésus. Au terme de sa formation spirituelle et académique  - licence en philosophie et en lettres de l'université catholique portugaise, puis en théologie à l'université pontificale grégorienne - il est ordonné prêtre le 12 juillet 1986. Il poursuit sa formation avec une licence en histoire ecclésiastique, puis docteur de cette même discipline également de la Grégorienne.
En 1998 et 1999, il est directeur de l'Office national des biens culturels de l'Église de la Conférence épiscopale portugaise, puis il est nommé en octobre 2000 doyen de la faculté de philosophie de l'université catholique portugaise. Il démissionne en 2005 lorsqu'il est nommé supérieur provincial des Jésuites du Portugal. 
Son mandat terminé (octobre 2011), il est de retour à la Grégorienne pour faire partie du corps enseignant de la faculté d'histoire et des biens culturels de l'Église. Il est ensuite nommé directeur du département des biens culturels de l'Église de cette faculté dont il devient le doyen par la suite. Il est l'auteur de divers ouvrages et études sur l'histoire missionnaire du Portugal et sur l'histoire des jésuites. 
Il est nommé en mars 2016 recteur de l'université pontificale grégorienne, nomination effective au 1er septembre 2016, succédant au jésuite français, François-Xavier Dumortier.
Il est membre de l'Académie d'histoire du Portugal depuis 1996.

## Quelques publications
- (pt) Os Jesuítas e a Missão de Cabo Verde (1604-1642), Lisbonne, Brotéria, 1996
- (pt) « A dimensão missionária do catolicismo português », in História religiosa de Portugal, vol. III, Lisbonne, 2002, pp. 353-397
- (en) « Jesuits in Portugal », in The Mercurian Project - Forming Jesuit Culture 1573-1580, Institutum Historicum Societatis, Rome, pp. 705-744
- (pt) « Igreja e a Cultura », in Nova História da Expansão portuguesa, Lisbonne, Editorial Presenza, 2005
- (it) « La rotta missionaria dell'Occidente. L'inizio dell'attività dei gesuiti in Brasil », dans La Civiltà Cattolica, n° 163-III, 2012
- (pt) « Portugal e a restauração de Companhia de Jesus », dans Brotéria, 2014, n° 179